# Africa (Petrarca)

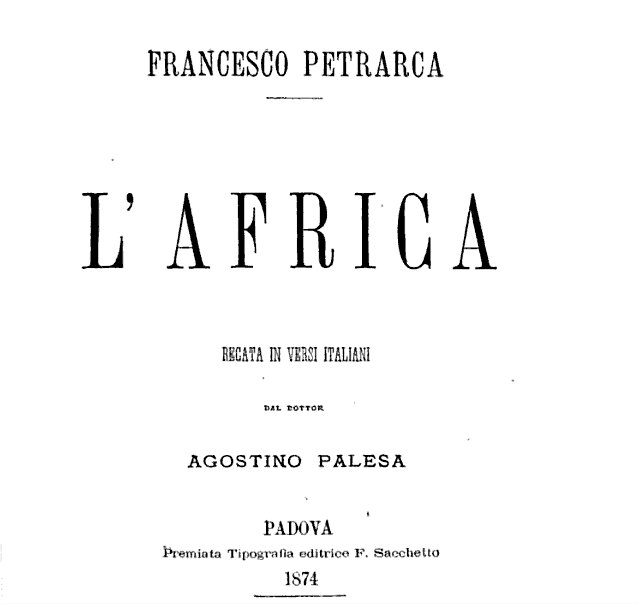
Africa, italienische Übersetzung, Padua 1874

Africa ist ein neulateinisches Epos von Francesco Petrarca, das in Hexametern die Geschichte des Zweiten Punischen Kriegs erzählt, in dem der karthagische General Hannibal zunächst Italien erobert, später jedoch von römischen Truppen unter der Leitung von Publius Cornelius Scipio Africanus, dem Helden des Epos, bei Zama in Nordafrika besiegt wird.
Ein großer Teil des Werks entstand zwischen 1338 und 1343, doch überarbeitete Petrarca es später mehrfach. Unter anderem beabsichtigte er eine Erweiterung von neun auf zwölf Bücher. Schließlich blieb Africa unvollendet und wurde erst 1396 postum durch Pier Paolo Vergerio veröffentlicht. Die erste Druckausgabe erschien 1496 in Basel.

## Rezeption
Petrarca und seine Zeitgenossen hielten Africa für ein Meisterwerk. Das Werk wurde bereits lange vor seiner Publikation mit „Vorschusslorbeeren“ bedacht, und zwar buchstäblich: Die Dichterkrönung zum poeta laureatus 1341 in Rom bezog sich ausdrücklich auf dieses Werk.
Der Dichter selbst hatte später offenbar Zweifel daran, ob Africa seinem eigenen Meisterwerk-Anspruch gerecht werde, wie die langen Bemühungen um die weitere Ausarbeitung und Überarbeitung sowie der Verzicht auf die Veröffentlichung zeigen. Die später kritisierte mangelnde schöpferische Originalität war aber zumindest teilweise gewollt (Wahl des historischen Stoffes, Anlehnung an die antiken Quellen). So lässt er in Africa (9,103–105) den frühen, bereits für Vergil vorbildhaften römischen Epiker „Ennius sagen, jemand, der seine Werke erfindet, könne kein Dichter sein.“ Im weiteren Fortgang seiner Rede sagt Ennius dort auch das Epos Africa (9,235–236) und Petrarcas Dichterkrönung auf dem Kapitol (9,237–242) voraus.
Das Werk geriet „nahezu völlig in Vergessenheit“; der Historiker Samuel Harrison Thomson sah die Ursache dafür in seiner „Manieriertheit“. 1860 urteilte Jacob Burckhardt: „An sich ist das Gedicht jetzt freilich ganz unlesbar.“ Der italienische Dichter und Literaturwissenschaftler Bindo Chiurlo  führte um 1940 näher aus: „Die Nachwelt hat das Epos aus verschiedenen Gründen weniger hoch geschätzt. Auf lange Strecken hin hat Petrarca sich damit begnügt, den Bericht des Titus Livius (...) aus einer schönen Prosa in etwas matte Verse zu übertragen. Der Traum Scipios, von dem die zwei ersten Bücher handeln, ist dem Schluß von Ciceros De re publica nacherzählt. Die beiden Hauptpersonen sind ganz schematisch behandelt: Scipio, der vollkommene Römerheld, ist ein Ausbund aller Tugenden, Hannibal trotz einiger menschlicher Züge allzu barbarisch.“ In neuerer Zeit werden entsprechende Beobachtungen – „die rückhaltlose Verherrlichung Roms und seiner Helden, die schematische Personendarstellung, der oft schwerfällig wirkende rhetorische Prunk“ – nicht mehr als Fehler des Werks gewertet, sondern als Faktoren, die „dem heutigen Leser den Zugang zu einem Werk (erschweren), das für Petrarca den eigentlichen Beweis seiner dichterischen Fähigkeiten darstellte“. Rainer Stillers schließlich attestiert Africa immerhin „eine gewisse Originalität“ dort, „wo das Epos sich von der Imitatio löst“, „wo mit dem antik-heroischen Ethos eine christliche Weltsicht konkurriert“ und wo die „zuweilen komplexe Psychologie der Hauptfiguren oder auch (die) elegisch-melancholische Gestaltung einiger Liebesepisoden“ auch heutige Leser ansprechen können. Die größte Bedeutung aber misst Bindo Chiurlo dem Werk „als kulturhistorisches Dokument“ zu: „Der noch ungebrochene christliche und der neuerwachte klassische Geist vereinen sich hier zu einer fruchtbaren Synthese, so daß man zum erstenmal von einer humanistischen Dichtung sprechen kann.“

## Ausgaben
- Francesco Petrarca: Francisci Petrarchae Florentini poetae eruditissimi Bucolica, Africa, Epistolae. Basel 1558, urn:nbn:de:bvb:12-bsb11271590-1 (Latein).
- Francesco Petrarca: F. Petrarchae Africa quam recensuit, praefatione, notis et appendicibus illustravit L. Pingaud (...). Hrsg.: Léonce Pingaud. Paris 1872 (Latein, archive.org).
- Bernhard Huß, Gerhard Regn (Hrsg., Übers., Komm.): Francesco Petrarca,  Africa. Lateinisch, Deutsch (= excerpta classica. Band 24). 2 Bände. Dieterich’sche Verlagsbuchhandlung, Mainz 2007, ISBN 3-87162-065-3.